# Todd Young
Todd Christopher Young (* 24. srpna 1972, Lancaster, Pensylvánie) je americký politik za Republikánskou stranu. Od roku 2017 je senátorem USA za stát Indiana. V letech 2011–2017 byl poslancem Sněmovny reprezentantů, v níž zastupoval Indianu za devátý kongresový okres.
Před svou politickou kariérou působil v amerických ozbrojených silách. V roce 2001 se usadil ve Washingtonu, D.C., kde krátce působil v konzervativním think tanku The Heritage Foundation.